# 疏毛魔芋
疏毛魔芋（学名：Amorphophallus sinensis）是天南星科魔芋属的植物，是中国的特有植物。分布在中国大陆的浙江、江苏、福建等地，生长于海拔800米的地区，一般生于林下及灌丛中。
其种加词“sinensis”意为“中华的”。
现接受名为东亚魔芋（Amorphophallus kiusianus (Makino) Makino, 1913）。

## 别名
土半夏（浙江龙泉）；伍花莲（浙江江浦）；蛇六谷、鬼蜡烛、魔芋、蛇头草（上海）